# SuperLiga Sérvia de 2019–20
A SuperLiga Sérvia de 2019–20 foi a 14ª edição da Superliga Sérvia desde a sua criação. O Estrela Vermelha conquistou o 3º título consecutivo.
A temporada foi suspensa em 15 de março de 2020 por conta da pandemia de COVID-19 e do estado de emergência, e foi retomada em 29 de maio de 2020. A temporada foi encurtada e os playoffs (grupo do campeonato e grupo do rebaixamento) foram cancelados, e nenhum time foi rebaixado.

## Equipes
A liga consiste em 16 equipes: 13 times da SuperLiga Sérvia de 2018–19 e três novos times da Primeira Liga Sérvia de 2018–19, TSC Bačka Topola, Javor Ivanjica e Inđija.

### Sedes
| Clube            | Cidade       | Estádio                     | Capacidade |
| ---------------- | ------------ | --------------------------- | ---------- |
| Bačka Topola     | Bačka Topola | Estádio da Cidade           | 5.000      |
| Čukarički        | Belgrado     | Estádio Čukarički           | 4.070      |
| Estrela Vermelha | Belgrado     | Estádio Rajko Mitić         | 55.538     |
| Inđija           | Inđija       | Estádio Inđija              | 4.500      |
| Javor-Matis      | Ivanjica     | Estádio Cidade de Ivanjica  | 4.000      |
| Mačva            | Šabac        | Estádio Mačva               | 5.494      |
| Mladost          | Lučani       | Estádio Mladost             | 5.944      |
| Napredak         | Kruševac     | Estádio Mladost             | 10.331     |
| Partizan         | Belgrado     | Estádio Partizan            | 32.710     |
| Proleter         | Novi Sad     | Estádio Karađorđe           | 14.458     |
| Rad              | Belgrado     | Estádio Rei Pedro I         | 3.919      |
| Radnički         | Niš          | Estádio Čair                | 18.151     |
| Radnik           | Surdulica    | Estádio Cidade de Surdulica | 3.312      |
| Spartak          | Subotica     | Estádio da Cidade           | 13.000     |
| Vojvodina        | Novi Sad     | Estádio Karađorđe           | 14.458     |
| Voždovac         | Belgrado     | Estádio Shopping Center     | 5.175      |

## Tabela
| Pos | Time                    | J  | V  | E  | D  | GP | GC | SG  | Pts | Qualificação                                        |
| --- | ----------------------- | -- | -- | -- | -- | -- | -- | --- | --- | --------------------------------------------------- |
| 1   | Estrela Vermelha (C, Q) | 30 | 25 | 3  | 2  | 68 | 18 | +50 | 78  | 1ª Fase Qualificatória da Liga dos Campeões da UEFA |
| 2   | Partizan (Q)            | 30 | 20 | 4  | 6  | 69 | 25 | +44 | 64  | 1ª Fase Qualificatória da Liga Europa da UEFA       |
| 3   | Vojvodina (Q)           | 30 | 19 | 5  | 6  | 47 | 27 | +20 | 62  | 2ª Fase Qualificatória da Liga Europa da UEFA[a]    |
| 4   | Bačka Topola (Q)        | 30 | 17 | 8  | 5  | 59 | 34 | +25 | 59  | 1ª Fase Qualificatória da Liga Europa da UEFA       |
| 5   | Radnički                | 30 | 16 | 4  | 10 | 51 | 37 | +14 | 52  |                                                     |
| 6   | Čukarički               | 30 | 15 | 6  | 9  | 42 | 36 | +6  | 51  |                                                     |
| 7   | Spartak                 | 30 | 14 | 4  | 12 | 46 | 48 | -2  | 46  |                                                     |
| 8   | Voždovac                | 30 | 13 | 6  | 11 | 45 | 41 | +4  | 45  |                                                     |
| 9   | Mladost                 | 30 | 13 | 4  | 13 | 31 | 40 | -9  | 43  |                                                     |
| 10  | Napredak                | 30 | 9  | 6  | 15 | 33 | 41 | -8  | 33  |                                                     |
| 11  | Radnik                  | 30 | 8  | 7  | 15 | 34 | 50 | -16 | 31  |                                                     |
| 12  | Proleter                | 30 | 7  | 9  | 14 | 30 | 42 | -12 | 30  |                                                     |
| 13  | Javor-Matis             | 30 | 6  | 10 | 14 | 43 | 62 | -19 | 28  |                                                     |
| 14  | Inđija                  | 30 | 7  | 4  | 19 | 26 | 48 | -22 | 25  |                                                     |
| 15  | Rad                     | 30 | 4  | 3  | 23 | 23 | 63 | -40 | 15  |                                                     |
| 16  | Mačva                   | 30 | 2  | 7  | 21 | 18 | 53 | -35 | 13  |                                                     |

Fonte: SuperLiga (em sérvio), Soccerway
Critérios de desempate: 1) Pontos; 2) Confronto-direto; 3) Confronto-direto (saldo de gols); 4) Confronto-direto (gols pró); 5) Confronto-direto (gols marcados fora de casa); 6) Saldo de gols; 7) Gols pró; 8) Fair play; 9) Sorteio.
(C) Campeão, (Q) Qualificado à fase indicada.
Nota:
- a^ : Como campeão da Copa da Sérvia de 2019–20

## Estatísticas

### Maiores artilheiros
Atualizado após as partidas do dia 19 de junho de 2020
| Pos              | Jogador                 | Clube            | Gols |
| ---------------- | ----------------------- | ---------------- | ---- |
| 1                | Nenad Lukić             | Bačka Topola     | 16   |
| 1                | Nikola Petković         | Javor-Matis      | 16   |
| 1                | Vladimir Silađi         | Bačka Topola     | 16   |
| 4                | Stefan Mihajlović       | Radnički Niš     | 15   |
| 5                | El Fardou Ben Nabouhane | Estrela Vermelha | 13   |
| 6                | Nikola Čumić            | Radnički Niš     | 12   |
| 6                | Bojan Matić             | Partizan         | 12   |
| 6                | Umar Sadiq Mesbah       | Partizan         | 12   |
| 9                | Seydouba Soumah         | Partizan         | 10   |
| Fonte: Soccerway |                         |                  |      |

### Triplete
| Jogador         | Clube    | Contra   | Placar  | Data                   |
| --------------- | -------- | -------- | ------- | ---------------------- |
| Umar Sadiq      | Partizan | Javor    | 6–2 (C) | 22 de novembro de 2019 |
| Lazar Tufegdžić | Spartak  | Proleter | 4–1 (C) | 04 de dezembro de 2019 |